# Zinazonium leeuweni
Zinazonium leeuweni är en mångfotingart som beskrevs av Chamberlin 1945. Zinazonium leeuweni ingår i släktet Zinazonium och familjen Andrognathidae. Inga underarter finns listade i Catalogue of Life.